# Italochrysa impar
Italochrysa impar är en insektsart som först beskrevs av Navás 1912.  Italochrysa impar ingår i släktet Italochrysa och familjen guldögonsländor. Inga underarter finns listade i Catalogue of Life.